# Carl Fredrik Hill

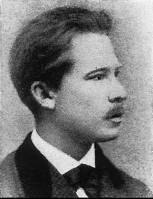
Carl Fredrik Hill

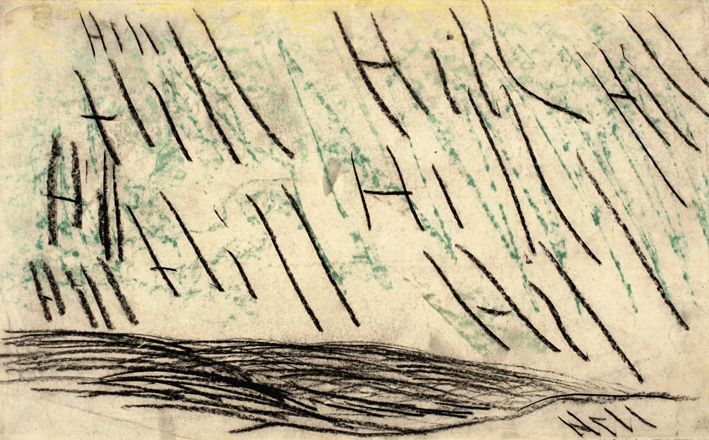
Hillhillhill.

Carl Fredrik Hill (Lund, 31 mei 1849 – aldaar, 22 februari 1911) was een Zweeds kunstschilder en tekenaar. Zijn stijl vertoont kenmerken van het impressionisme en later van het symbolisme.

## Leven en werk
Hill was de zoon van een wiskundeleraar en begon tegen de zin van zijn vader een studie aan de Koninklijke Kunstacademie in Stockholm. Hij vervolgde zijn studies in Frankrijk, waar hij enkele jaren zou verblijven, onder andere in Parijs, Normandië en Champagne. Hij bewonderde het werk van Camille Corot. In de zomer van 1874 verbleef hij in Barbizon, waar hij sterk onder invloed kwam van de daar werkende schilders. Hij keerde zich tegen de naturalistische werkwijze waarin hij was opgeleid en pleitte als kunstenaar voor het volgen van wat je hart je ingaf. In deze opstelling is duidelijk de invloed van het impressionisme herkenbaar. In deze periode maakte hij voornamelijk landschappen. Hij leed echter aan een gebrek aan erkenning. Zijn werk werd geweigerd door de Parijse salon en voor de Wereldtentoonstelling van 1878.
In 1878 kreeg Hill een ernstige psychotische aanval en de rest van zijn leven zou hij psychiatrisch ziek blijven. Hij keerde terug naar Zweden en vanaf begin jaren 1880 zette hij als kunstschilder een geheel nieuwe fase in, in welke hij vooral tekende en schilderde vanuit zijn eigen verbeelding en geheugen. Hij was bijzonder productief en maakte tot aan het einde van zijn leven gemiddeld zo'n vier tekeningen per dag. Hij creëerde als het ware zijn eigen leven op papier, in een stijl die verwant was aan het symbolisme, doch geheel authentiek door hem ontwikkeld. Na zijn dood, in de jaren twintig, zou zijn werk bekend raken in de Parijse kunstwereld en sterk bewonderd worden door avant-gardistische kunstenaars. Heden ten dage vormen met name zijn tekeningen en schilderijen uit zijn laatste periode nog steeds een belangrijke inspiratiebron voor moderne Zweedse kunstenaars.
Hill overleed in 1911, 61 jaar oud. Veel van zijn werk is te zien in het Nationalmuseum in Stockholm en de Malmö konsthall.

## Vroege periode

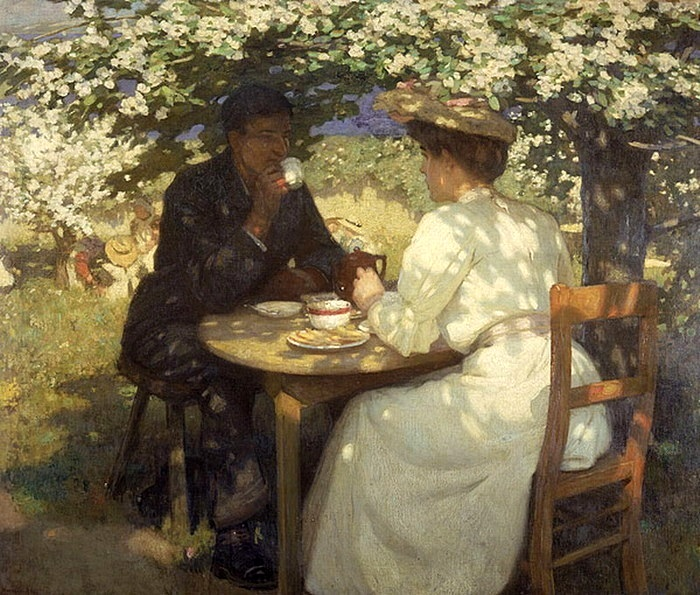
Een kop thee
Fruitboom en rivier III (De Seine bij Bois-Le-Roi)
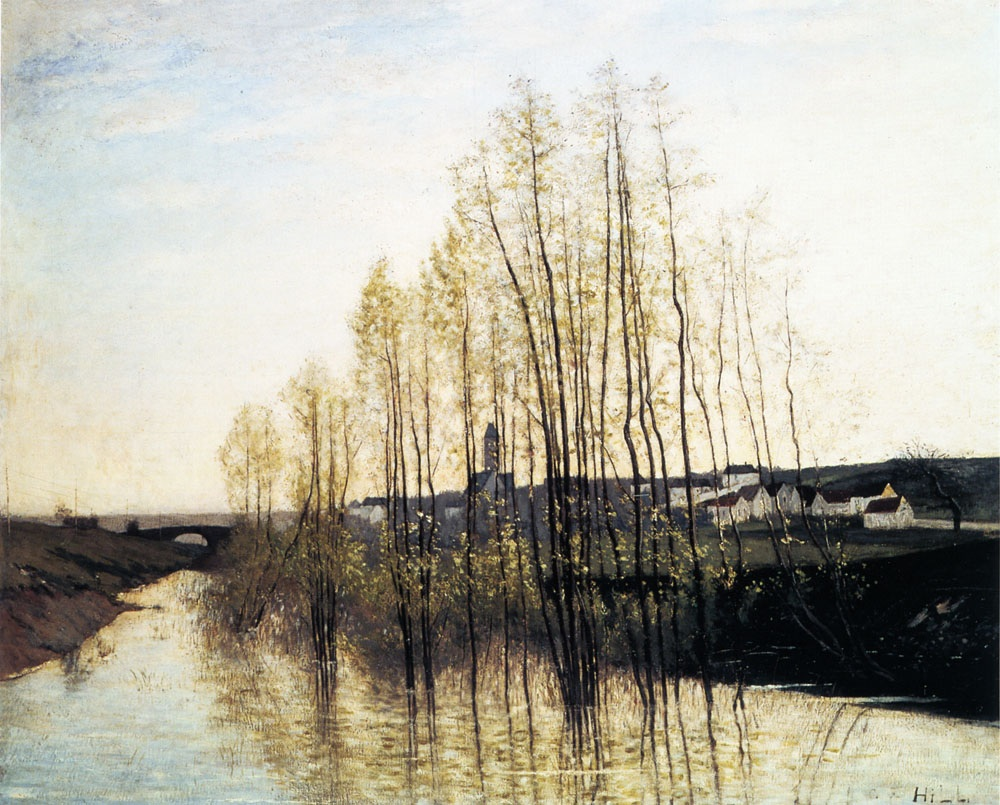
Rivierlandschap
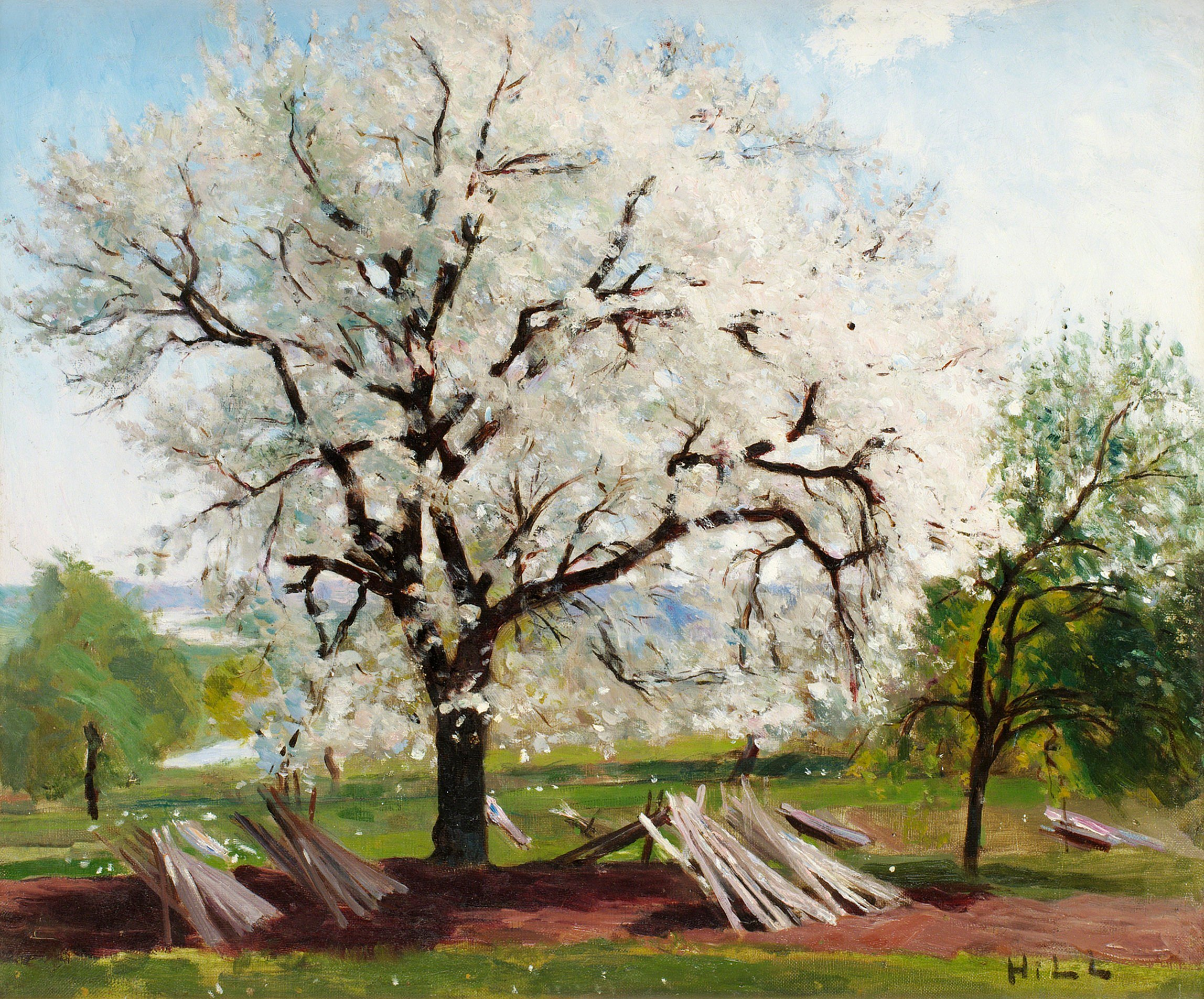
Fruitboom
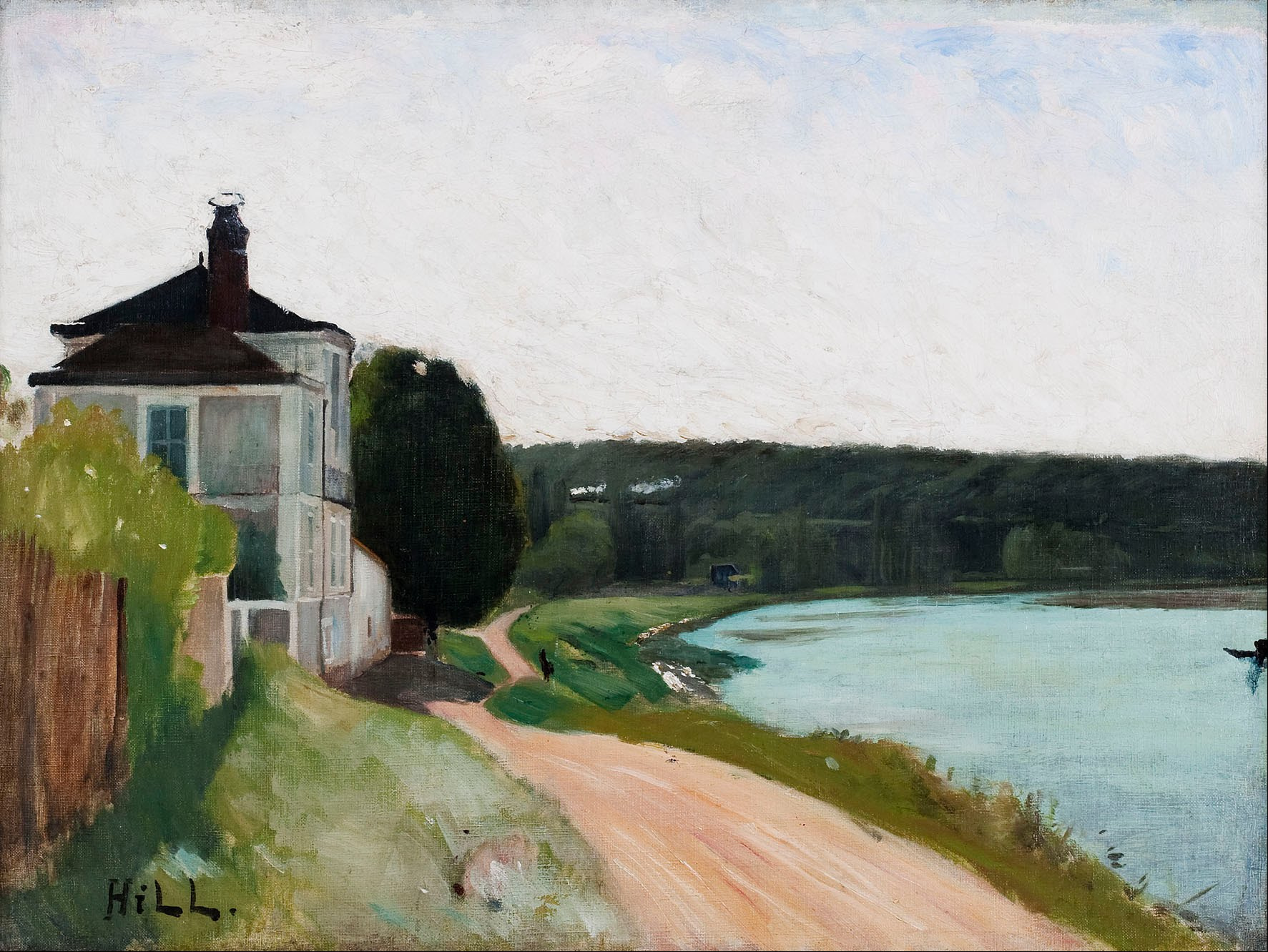
Seine bij Bois-Le-Roi

## Late periode

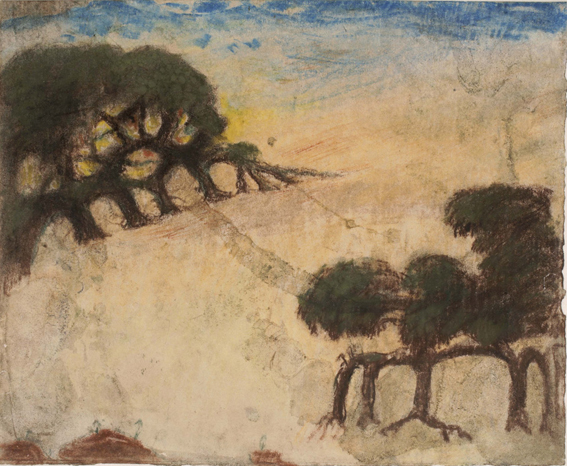
Wandelende bomen
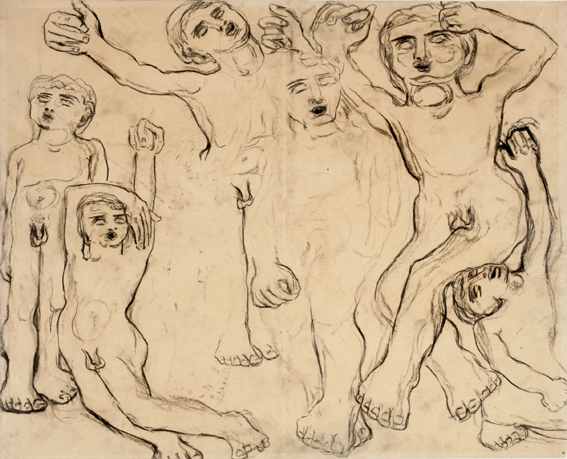
Figuren
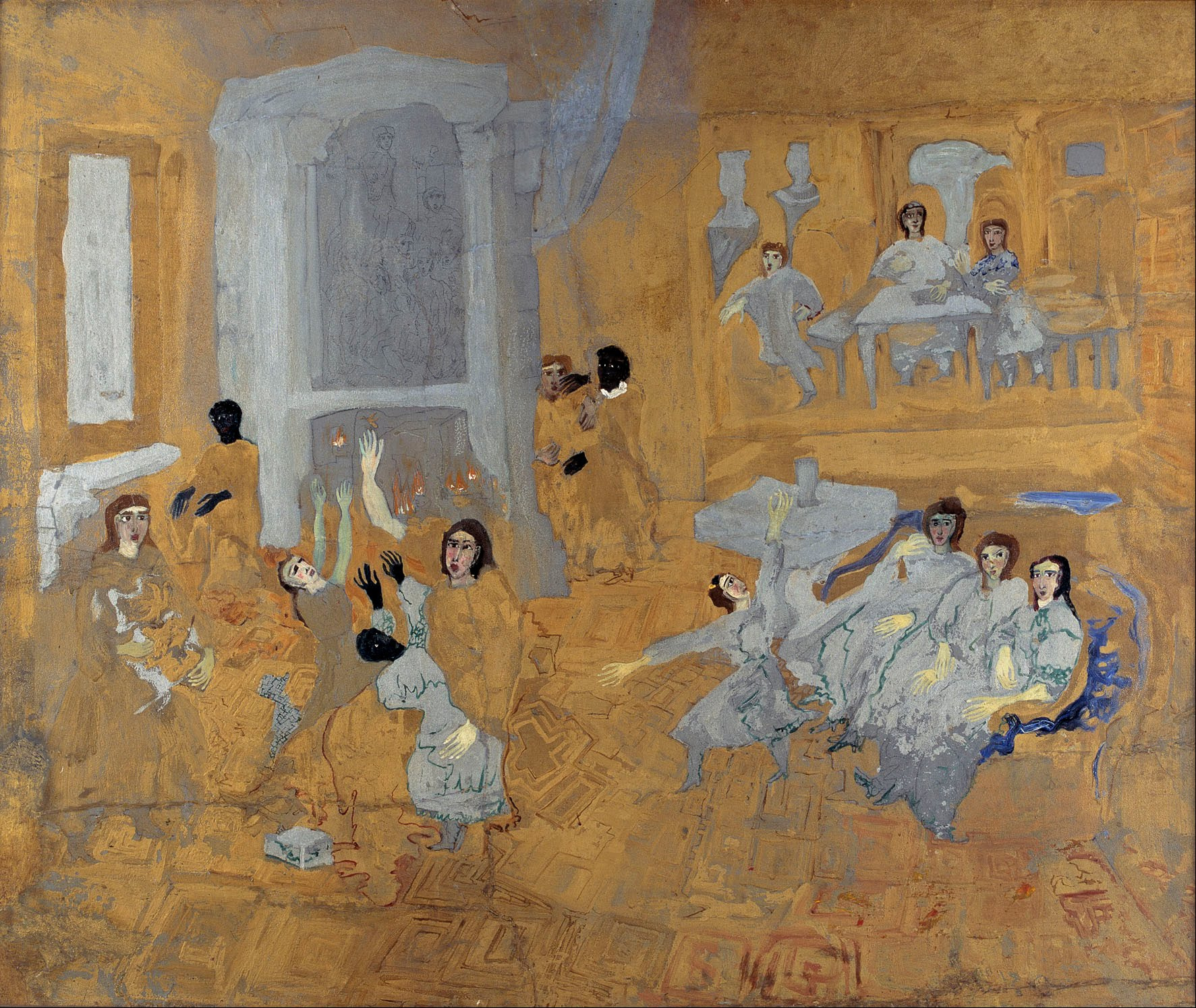
Zonder titel
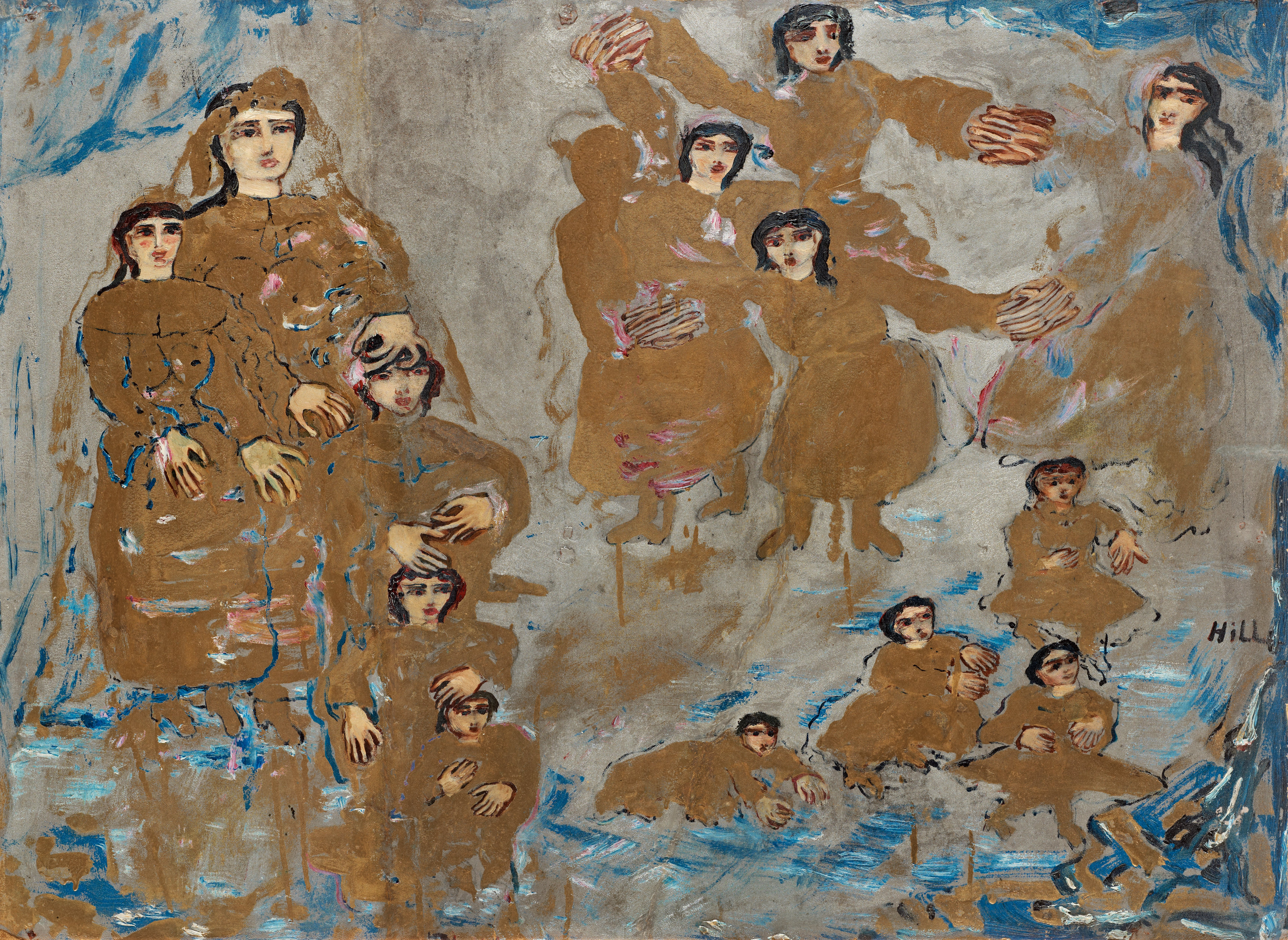
Familievariatie I
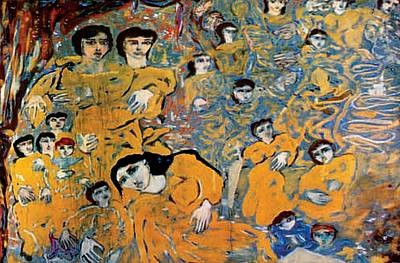
Zonder titel